# Ana Češka (1366. – 1394.)
Ana Češka (11. svibnja 1366. – 7. lipnja 1394.), bila je engleska kraljica,  prva supruga engleskog kralja Rikarda II. Ana je bila iz dinastije Luksemburgovaca, najstarija kćerka Karla IV. i njegove supruge Elizabete. Imala je četiri brata (među njima je bio i Žigmund Luksemburški) te jednu sestru.
Anin otac je bio najmoćniji monarh u Europi, vladao je polovinom teritorija Europe i polovinom stanovništva. Unatoč tome Rikardov odabir Ane za suprugu, nije bio popularan. Ana nije donijela nikakvo bogatstvo kao uobičajeni miraz (još je Rikard II. morao platit odštetu njenom bratu), niti je Rikard stekao uobičajene diplomatske prednosti. Jedino što je brakom omogućeno engleskim trgovcima da slobodno trguju Češkom i Svetim Rimskim Carstvom. Brak je trajao 12 godina do Anine smrti od kuge 1394. Nije imala djece. Pokopana je zajedno sa suprugom Westminsterskoj opatiji, gdje su se i vjenčali.